# Sibirischer Stör
Der Sibirische Stör (Huso baerii, Synonym: Acipenser baerii) ist eine Fischart aus der Familie der Störe (Acipenseridae), die im russischen Sibirien und im Norden Kasachstans, der Mongolei und Chinas vorkommt. Als wertvoller Speisefisch und Kaviarproduzent wird die Art auch in anderen Ländern in Aquakultur gezogen, wobei es teilweise auch zu versehentlichen Freisetzungen kam.

## Merkmale
Sibirische Störe haben den typischen langgestreckten Körperbau aller Störe mit spitzer Schnauze, fünf Reihen von Knochenplatten entlang des Rumpfs, weit hinten sitzender Rückenflosse und heterozerker Schwanzflosse. Die Tiere erreichen im Normalfall eine Länge von 80 bis 140 Zentimetern und ein Gewicht von etwa 65 Kilogramm. Die größten bekannten Tiere hatten eine Länge von etwa zwei Metern bei einem Gewicht von bis zu 210 Kilogramm. Die Färbung ist sehr variabel und reicht von hellgrau bis dunkelbraun an Rücken und Flanken. Der Bauch ist weiß bis gelblich. Die Schnauze ist kegelförmig und je nach Population verschieden lang gestreckt. Während die Tiere aus der Lena relativ lange Schnauzen haben, sind sie bei Tieren aus dem Ob und dem Baikalsee kürzer. Die vier Barteln vor dem unterständigen Maul tragen keine Fransen. Die Unterlippe ist unterbrochen. Die Rückenreihe besteht aus 10 bis 20 Platten, von denen keine hinter der Rückenflosse liegen. Die seitlichen Reihen bestehen aus 32 bis 62 Platten, die Reihen am Bauch aus 7 bis 16. Zwischen After und Afterflosse liegen ein bis drei kleine Platten, hinter der Afterflosse keine. Die Rückenflosse weist 30 bis 56 Strahlen auf, die Afterflosse 17 bis 33. Die 20 bis 49 Kiemenreusendornen sind fächerförmig und enden in Tuberkeln.

## Vorkommen

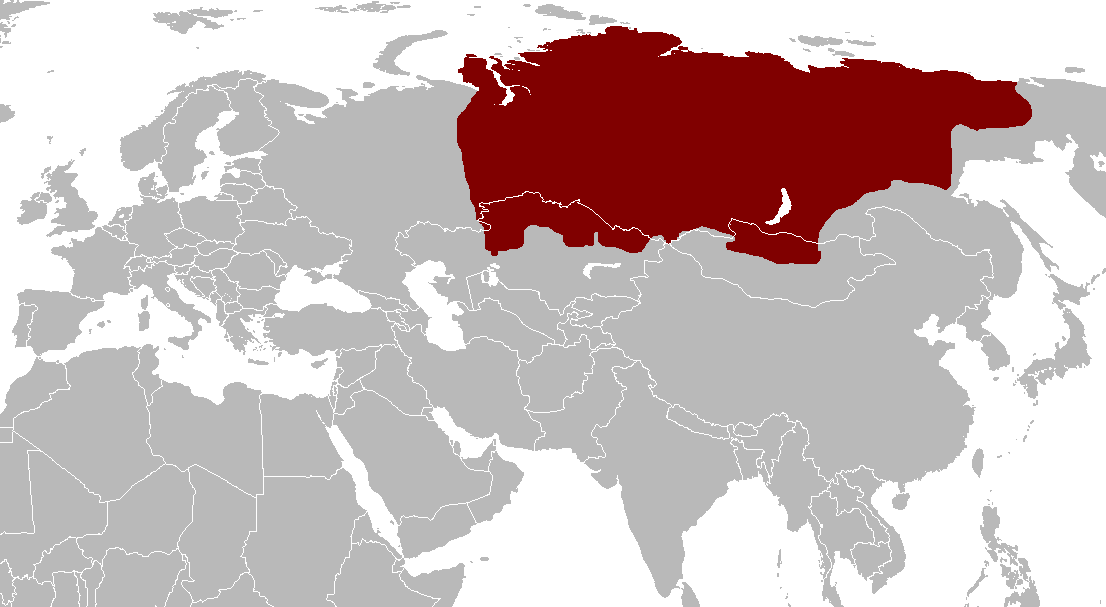
Verbreitungsgebiet des Sibirischen Störs

Die Art bewohnt tiefe Bereiche großer Flüsse und Seen mit mittlerer bis starker Strömung. Sie kommt in Russland, Kasachstan und der Mongolei in allen Fluss-Systemen vor, die in die Karastraße, die Laptewsee oder die Ostsibirische See münden, wobei sich die größten Vorkommen in Ob, Lena und Jenissei finden. Die Art lebt auch im Baikalsee und in dessen Zuflüssen. Die natürliche Population im Irtysch im Norden Chinas wurde ausgerottet, kleinere Bestände werden durch Besatz erhalten. In Frankreich, Deutschland, Italien und Russland wurden sibirische Störe teilweise versehentlich oder absichtlich ausgewildert.

## Lebensweise
Sibirische Störe ernähren sich vorwiegend von bodenlebenden Tieren, vor allem von Krebstieren und Zuckmückenlarven. Die Männchen werden mit 11 bis 24, die Weibchen mit 20 bis 28 Jahren geschlechtsreif, außer bei der Population in der Lena, wo die Geschlechtsreife schon mit 9 bis 10 bzw. 11 bis 12 Jahren erreicht wird. Zum Laichen wandert ein Teil der Fische bis zu 3000 Kilometer flussaufwärts, während andere Tiere zur Fortpflanzung nicht wandern. Die Laichwanderung beginnt im Herbst, während die Eiablage von Mai bis Juni stattfindet. Die Eier werden auf Kies- oder Sandboden in stark strömenden Bereichen des Hauptstroms abgelegt. Männchen pflanzen sich alle zwei bis drei, Weibchen alle drei bis fünf Jahre fort. Sibirische Störe können ein Alter von etwa 60 Jahren erreichen.